# Veteran
Veteran es un pueblo en el centro de Alberta, Canadá. Está situado en la autopista 12, a unos 200 kilómetros al este de la ciudad de Red Deer. Consort está a unos 25 kilómetros al este, mientras que Coronation está a unos 26 kilómetros al oeste.

## Historia
Con la promesa de la tierra, muchas personas se dirigieron al oeste para establecerse en la zona de Veteran. Sus orígenes étnicos eran diversos, pero compartían el optimismo de una vida mejor para ellos y sus familias.
Veteran se constituyó como pueblo el 30 de junio de 1914.

## Demografía
En el censo de población de 2021 realizado por Statistics Canada, el pueblo de Veteran registró una población de 214 habitantes viviendo en 100 de sus 130 viviendas privadas totales, un cambio de 3,4% con respecto a su población de 2016 de 207. Con un área de terreno de 0,84 km² (0,3 mi²), tenía una densidad de población de 254,8/km en 2021.
La población del pueblo de Veterano según su censo municipal de 2017 es de 239 habitantes.
En el Censo de Población de 2016 realizado por Statistics Canada, Village of Veteran registró una población de 207 viviendo en 102 de sus 112 viviendas privadas totales, un cambio de -16,9% con respecto a su población de 2011 de 249. Con un área de terreno de 0,84 km² (0,3 mi²), tenía una densidad de población de 246,4/km en 2016.

## Atracciones
Las atracciones en Veteran incluyen un camping y un museo. Otras instalaciones dentro de la comunidad incluyen una biblioteca, un parque, un parque infantil y un parque de patinaje. Las iglesias de Veteran son la Iglesia del Evangelio Completo y la Iglesia Unida de Veteranos.
Una gran colina cercana llamada Nose Hill tiene un significado histórico, ya que fue un lugar de encuentro durante la segunda Rebelión del Noroeste .[cita requerida]

## Deportes
Veteran tiene su propio club de curling con tres placas de hielo y un estadio.

## Educación
La escuela de Veteran atiende a 60 alumnos matriculados desde el jardín de infancia hasta el noveno grado. Los estudiantes del último año de secundaria asisten a la escuela en Consort.